# Caboclinhos
Caboclinhos é uma dança folclórica executada durante o Carnaval em Pernambuco por grupos fantasiados de índios que, com vistosos cocares, adornos de pena na cinta e nos tornozelos, colares, representam cenas de caça e combate.

## História
Historicamente, os caboclinhos  têm relação com o culto da Jurema, árvore que produz um chá considerado sagrado pelos caboclos. Nativa do Brasil, de caule tortuoso, suas folhas, raízes e casca servem para uso medicinal e para o preparo de uma bebida que, nos cultos indígenas e caboclos, integra o ritual da Jurema Sagrada. Os componentes de um grupo de caboclinhos que vivenciam a religiosidade indígena não desfilam no carnaval sem antes tomar a bebida de Jurema.
Inicialmente, os integrantes de caboclinhos eram apenas homens, que durante o carnaval passavam de três a quatro dias fora de casa.Goiana a capital dos caboclinhos

## Personagens
Os personagens do caboclinhos são:
- Cacique e "cacica" (ou mãe da tribo), ambos usando tanga e saiote de plumas ou penas;
- Porta-estandarte;
- Conjunto de três tocadores (gaita, maracas e surdo);
- Cordões (filas indianas) de caboclos e caboclas;
- Grupo de crianças ou "curumins" (do tupi kuru´mi, menino).[4]

## Fantasias
Suas fantasias eram confeccionadas com fibras de agave (sisal), penas de peru e de pato. Depois começaram a usar penas de pavão, de ema e plumas, exibindo um visual mais rico. Alguns materiais tradicionais ainda são utilizados atualmente nas fantasias e nos instrumentos, principalmente o cipó, a madeira de jenipapo e o bambu.
A fantasia básica das mulheres é composta de vistosas tangas e sutiãs bordados, cocares ou leques, munhecas para os pulsos e atacas para os tornozelos.
Para os homens é a tanga, o peitoral, munhecas e atacas, cocar ou leque. Também usam como adorno machadinhas de madeira e pequenas cabaças amarradas no cipó aos braços ou na cintura.

## Instrumentos musicais e danças
Os instrumentos musicais são o violão apito, duas maracas de zinco ou flandre e um surdo (bombo) de zinco coberto com couro de bode em ambos os lados.
As preacas são instrumentos de marcação em forma de arco e flecha, produzindo um som seco, em harmonia com o surdo, também o apito para os caboclos de frente, que puxam o cordão, tanto dos homens como das mulheres.
Os ritmos são guerra e baião, sendo o primeiro mais lento.
A dança é forte e rápida, exigindo destreza e desenvoltura dos participantes.  Há passos em que se dança agachado, baixando-se e levantando-se rapidamente e ao mesmo tempo rodopiando, apoiando-se nas pontas dos pés e calcanhares, exigindo muita resistência física.